# Panther-Kliff
Das Panther-Kliff ist ein markantes Felsenkliff an der Loubet-Küste im Grahamland auf der Antarktischen Halbinsel. Es ragt am nordöstlichen Ufer der Ensenada Aguayo nördlich der Mündung des Cardell-Gletschers auf.
Luftaufnahmen der Hunting Aerosurveys Ltd. aus den Jahren von 1955 bis 1957 dienten dem Falkland Islands Dependencies Survey für eine Kartierung. Das UK Antarctic Place-Names Committee gab dem Kliff 1960 einen deskriptiven Namen, da das dunkle und gepunktete Gestein an das Fell eines Panthers erinnert. Das Kliff ist eine Landmarke für Schlittenmannschaften in der Darbel Bay.